# Malazgirt
Malazgirt (anticamente Manzicerta) è una città della Turchia, capoluogo del Distretto di Malazgirt.

## Storia
Si crede sia stata fondata durante il regno del re Menua e fu teatro di vari episodi bellici. Nel 1054 vi fu combattuta la battaglia di Manzicerta  tra l'esercito bizantino guidato da Basilio Apocapa e i Turchi Selgiuchidi guidati dal sultano Toghrul Beg, nel 1071 si svolse una delle battaglie delle guerre bizantino-selgiuchidi e nel 1915 nella Battaglia di Manzicerta si scontrarono Impero ottomano e russo.